# Zurobata indefinita
Zurobata indefinita is een vlinder uit de familie van de spinneruilen (Erebidae). De wetenschappelijke naam van deze soort is voor het eerst voorgesteld als Autoba indefinita door William Warren in een publicatie uit 1913.
De soort komt voor in Malakka, Sumatra en Borneo.